# Cuozhou (sockenhuvudort i Kina, Qinghai Sheng, lat 35,95, long 101,91)
Cuozhou (kinesiska: 措周, 措周乡, 霍尔瓦西) är en sockenhuvudort i Kina. Den ligger i provinsen Qinghai, i den nordvästra delen av landet, omkring 77 kilometer söder om provinshuvudstaden Xining. Antalet invånare är 4 415. Befolkningen består av 2 221 kvinnor och 2 194 män. Barn under 15 år utgör 22,0 %, vuxna 15-64 år 70 %, och äldre över 65 år 7,0 %.
Runt Cuozhou är det ganska glesbefolkat, med 34 invånare per kvadratkilometer. Närmaste större samhälle är Magitang, 10,8 km öster om Cuozhou. Trakten runt Cuozhou består i huvudsak av gräsmarker.
Genomsnittlig årsnederbörd är 514 millimeter. Den regnigaste månaden är juli, med i genomsnitt 120 mm nederbörd, och den torraste är december, med 2 mm nederbörd.